# Le Cygne (Saint-Saëns)
Pour les articles homonymes, voir Le Cygne et La Mort du cygne.

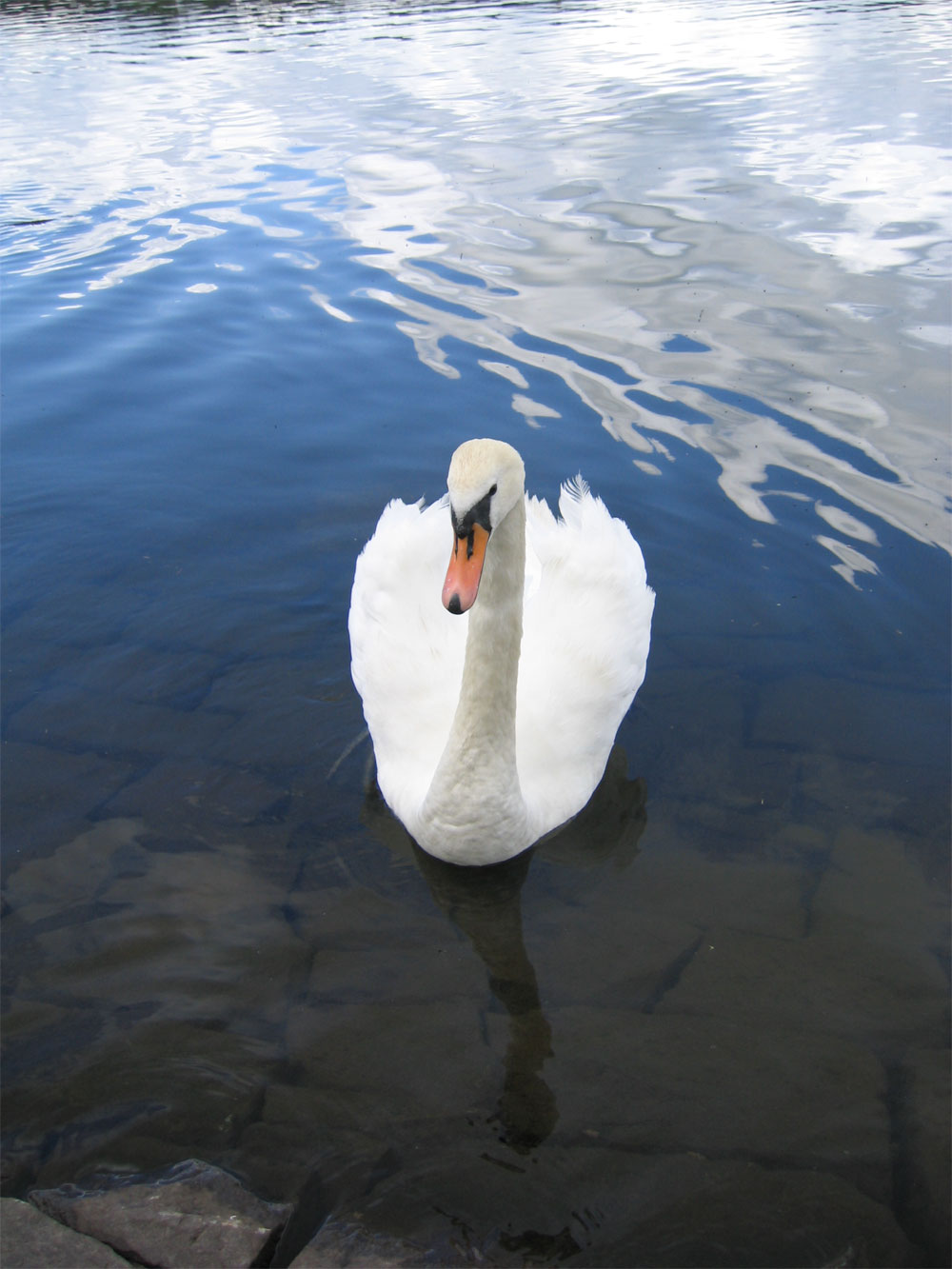
Le Cygne exprime l'idée d'un cygne nageant.

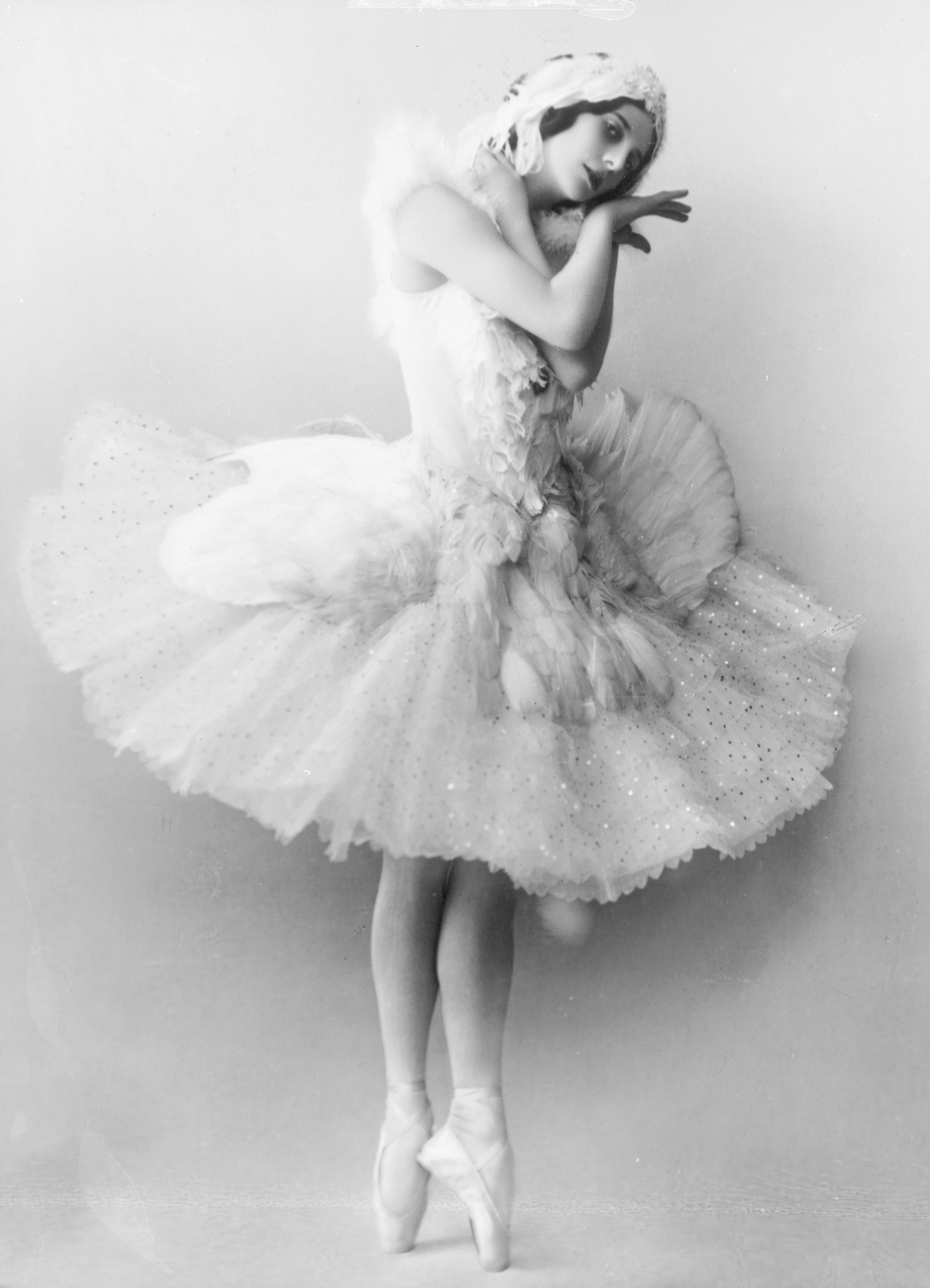
Anna Pavlova dans La Mort du cygne

Le Cygne est le treizième mouvement du Carnaval des animaux de Camille Saint-Saëns. Cette pièce est un solo lyrique pour violoncelle soutenu par un piano.

## Musique
Le Cygne est un morceau en 
 dans la tonalité de sol majeur. Saint-Saëns utilise de nombreux legatos et glissandos pour que la musique semble glisser comme un cygne sur l'eau. Ce morceau est souvent joué en utilisant beaucoup de vibrato pour plus d'expression.
C'est le seul mouvement du Carnaval des animaux dont Saint-Saëns autorisa l'exécution en public de son vivant : il considérait que les autres mouvements étaient trop frivoles et auraient entaché sa réputation de compositeur sérieux s'ils avaient été joués en public. Ce morceau est écrit en clé d'ut, bien qu'on le trouve en clé de fa dans certains arrangements.
Le Cygne illustre la nature fugace de la beauté avec son interprétation de la légende du chant du cygne : une croyance populaire (bien qu'erronée) chez les Grecs et les Romains de l'Antiquité, qui considéraient le cygne comme le plus beau des animaux, était que le cygne muet est silencieux jusqu'au dernier moment de sa vie, pendant lequel il chante le plus beau de tous les chants d'oiseaux.

## Chorégraphie:La Mort du cygne
Inspirée par les cygnes qu'elle voyait dans les parcs publics et par le poème de Tennyson The Dying Swan, Anna Pavlova travaille avec le chorégraphe Michel Fokine pour créer en 1905 le fameux ballet solo maintenant associé au morceau de Saint-Saëns qu'il rebaptise La Mort du cygne. C'est en 1907 qu'a lieu la première à un gala de charité au théâtre Mariinsky, le 22 décembre. Saint-Saëns n'avait pas prévu cette fin tragique du cygne, qui ne meurt pas à la fin de son œuvre, qui était écrite en tonalité majeure.
Les plus grandes interprètes de La Mort du cygne par la suite furent Yvette Chauviré, notamment aux ballets de Monte-Carlo, Natalia Makarova, Maïa Plissetskaïa et Ouliana Lopatkina.
Selon l'interprétation de Fokine, le cygne dans la danse de Pavlova est gravement blessé et est en train de mourir. Cependant, Maïa Plissetskaïa réinterprète cette danse en jouant un vieux cygne résistant obstinément aux effets de l'âge (elle interpréta le cygne au gala de ses 70 ans). La cantilène du violoncelle figure les grands mouvements du cygne au-dessus de l'eau que suivent les bras de la ballerine comme s'ils étaient ses ailes. Ensuite les petites menées avec les arpèges du piano représentent les flots. Cette pièce est souvent utilisée en compétition de patinage artistique.
Serge Lifar crée aussi une Mort du cygne le 10 décembre 1948 à l'Opéra de Paris, sur une musique de Frédéric Chopin.